# 12 Inch Anthology
| Оценки критиков | Оценки критиков |
| Источник        | Оценка          |
| --------------- | --------------- |
| Allmusic        | [ 1 ]           |

12 Inch Anthology, другое название Twelve Inch Anthology (с англ. — «Двенадцатидюймовая Антология») — компиляционный альбом канадской электро-индастриал-группы Skinny Puppy, выпущенный 19 апреля 1990 года лейблом Nettwerk.

## Об альбоме
12 Inch Anthology содержит большинство ранних синглов и би-сайдов Skinny Puppy, записанные со времён выхода первого сингла — «Dig It» (1986 г.) по выход крайнего (на тот момент) сингла «Testure» (1989 год). В настоящее время компакт-диск вышел из печати, но всё ещё доступен для скачивания. Существует редкая кассетная версия сборника, содержащая песни «Addiction (Second Dose)» и «Testure (S.F.Mix)».
Ещё один сборник би-сайдов был выпущен в 1999 году — B-Sides Collect, дополняющий треки, найденные здесь, за исключением композиции «Serpents».
Дизайн обложки представляет собой коллаж из предыдущих обложек, за авторством Стивена Р. Гилмора.

## Список композиций
Все тексты написаны Нивеком Огром, вся музыка написана группой Skinny Puppy.
| №                   | Название                                                                                   | Оригинальная версия песни | Длительность |
| ------------------- | ------------------------------------------------------------------------------------------ | ------------------------- | ------------ |
| 1.                  | «Dig It (12" Version)»                                                                     | «Dig It»                  | 7:28         |
| 2.                  | «The Choke (Re-Grip)»                                                                      | «Dig It»                  | 6:15         |
| 3.                  | «Addiction (First Dose)»                                                                   | «Addiction»               | 8:30         |
| 4.                  | «Deep Down Trauma Hounds (Remix)»                                                          | «Addiction»               | 7:27         |
| 5.                  | «Serpents» (В некоторых релизах название пишется с ошибкой как «Serpants» или «Serphants») | «Testure»                 | 5:57         |
| 6.                  | «Chainsaw»                                                                                 | «Chainsaw»                | 5:55         |
| 7.                  | «Assimilate (R23 Remix)»                                                                   | «Chainsaw»                | 6:34         |
| 8.                  | «Stairs and Flowers (Def Wish Mix)»                                                        | «Chainsaw»                | 6:05         |
| 9.                  | «Stairs and Flowers (Too Far Gone)»                                                        | «Chainsaw»                | 6:37         |
| 10.                 | «Testure (12" Mix)»                                                                        | «Testure»                 | 8:30         |
| Общая длительность: | Общая длительность:                                                                        | Общая длительность:       | 69:18        |

## Участники записи
| Skinny Puppy - Нивек Огр — вокал - Кевин Ки — синтезатор, музыкальное программирование, гитара, бас-гитара, барабаны, перкуссия - Дуэйн Р. Готтел — синтезатор, музыкальное программирование, семплирование, секвенирование, гитара, барабаны, бэк-вокал - Рейв — бэк-вокал, гитара, синтезатор, бас-гитара Художественное оформление - Стивен Р. Гилмор — дизайн | Производственный персонал - Кевин Ки — продюсирование, сведение, звукоинженеринг, ремикс - Дэйв Огилви — продюсирование, сведение, звукоинженеринг, ремикс - Крис Шеппард — сведение (в песнях «Dig It (12» Version)" и «The Choke (Re-Grip)») - Адриан Шервуд — продюсирование, сведение, звукоинженеринг (в песнях «Addiction (First Dose)» и «Deep Down Trauma Hounds (Remix)») - Грег Рили — звукоинженеринг (в песне «Addiction (First Dose)») - Стив Спаппери — ассистирование по продюсированию, сведению и звукоинженерингу (в песне «Deep Down Trauma Hounds (Remix)») - Чеп Нуньес — монтаж (в песнях «Stairs and Flowers (Def Wish Mix)» и «Stairs and Flowers (Too Far Gone)») - Джастин Штраус — продюсирование, инструментация, ремикс (в песнях «Stairs and Flowers (Def Wish Mix)» и «Stairs and Flowers (Too Far Gone)») - Мурри Элиас — продюсирование, инструментация, ремикс (в песнях «Stairs and Flowers (Def Wish Mix)» и «Stairs and Flowers (Too Far Gone)») |